# Szapsel Rotholc

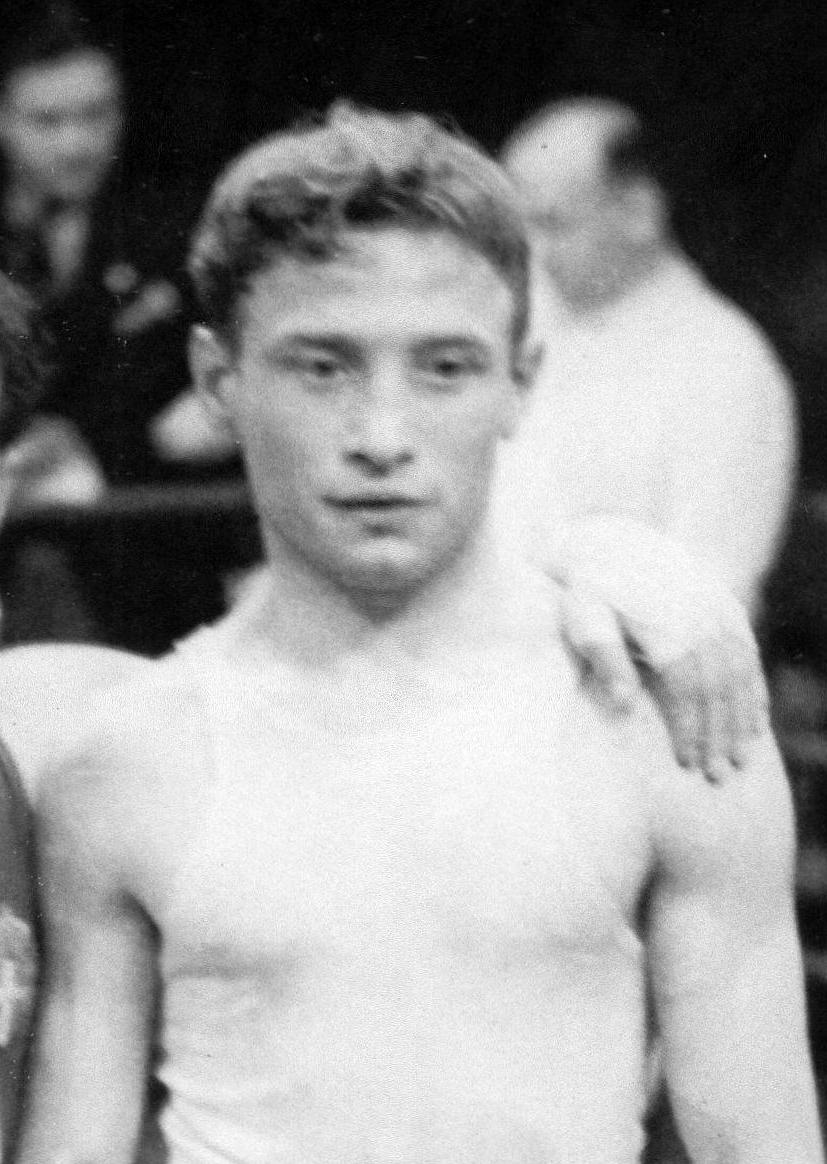
Szapsel Rotholc

Szapsel Rotholc, auch Stanisław Rotholc, Szapsia Rotholc oder Stanley Rotholc, (* 2. Juli 1913 in Warschau, Russisches Kaiserreich; † 29. Februar 1996 in Montreal, Kanada) war ein polnischer Amateur-Boxer.

## Sportliche Laufbahn
Szapsel Rotholc, Drucker von Beruf, war Mitglied des zionistischen Arbeitersportvereins Gwiazda Warschau. Der zierliche, leichte Mann wurde 1933 polnischer Meister im Federgewicht und damit der erste jüdische Boxmeister Polens. 1934 errang er bei den Boxeuropameisterschaften in Budapest die Bronzemedaille und wurde internationaler Meister von Chicago. Er nahm an allen Länderkämpfen in Polen von 1934 bis 1939 teil und gewann dabei 15 von insgesamt 16 Kämpfen.
1934 weigerte sich Rotholc aus Protest gegen den Nationalsozialismus, als Mitglied einer polnischen Mannschaft gegen deutsche Boxer in den Ring zu steigen. Er begann den Kampf nur auf Anweisung des Polnischen Boxverbandes und gewann gegen Werner Spannagel. 1936 wurde es Rotholc wiederum von der deutschen Seite verwehrt, bei einem Länderkampf in Berlin zu boxen. Für die jüdische Sportgemeinde in Polen war er ein Idol, da er den „wehrhaften Juden“ symbolisierte, war aber auch sehr populär bei allen Polen, da vor allem seine Erfolge gegen deutsche Boxer als Siege von „David gegen Goliath“ empfunden wurden.
1936 wollte Szapsel Rotholc nicht an den Olympischen Spielen in Berlin teilnehmen. Da er zu dieser Zeit Soldat war, wurde ihm von seinen Vorgesetzten jedoch befohlen zu boxen. Er reiste nach Berlin, trat aber nicht an; wie es dazu letztlich kam, ist nicht bekannt. Trotzdem wurde er vom jüdischen Sportverband ausgeschlossen, obwohl er sich offiziell für seine Reise nach Berlin entschuldigt hatte. Ab Anfang des Jahres 1939 wurde Rotholc zunehmend mit Antisemitismus konfrontiert und schließlich bei der Nominierung zu den Europameisterschaften übergangen. Im März dieses Jahres hatte er seinen letzten Kampf in einem Ländervergleich mit Italien, den er verlor, auch weil der Ringrichter ihm nicht wohlgesinnt und antisemitisch gewesen sein soll. Anschließend boxte er nie mehr.

## Während des Zweiten Weltkriegs
Im Herbst 1939 wurde gemeldet, Rotholc sei während des Überfalls auf Polen ums Leben gekommen. Im Februar 1940 wiederum hieß es, er sei noch am Leben. Er sei von den Deutschen gefangen genommen worden, hätte aber fliehen können.
Über die folgenden Ereignisse gibt es zwei verschiedene Darstellungen: Laut Recherchen von Yad Vashem floh er mit seiner Frau Maria (* 1920) und dem gemeinsamen Sohn Ryszard (* 1939) aus dem Warschauer Ghetto, und die Familie wurde von zwei Brüdern, Zdzisław und Tadeusz Mańkowski, bei deren Mutter versteckt. Später nahm jeder von ihnen einen Teil der Familie auf. 1944 wurde das Versteck in der Wohnung von Tadeusz Mańkowskis verraten, wo er selbst und Maria Rotholc sich aufhielten; die Gestapo fand und ermordete beide im Wald von Kawęczyn. Rotholc und seinem Sohn gelang erneut die Flucht in ein neues Versteck, und Zdzisław Mańkowski verriet sie trotz Folter durch die Gestapo nicht. Alle drei überlebten das Kriegsende; Zdzisław und Tadeusz Mańkowski (posthum) wurden 1989 mit dem Ehrentitel „Gerechter unter den Völkern“ ausgezeichnet.
Laut einer Darstellung in der Haaretz aus dem Jahre 2011, die auf neueren Erkenntnissen des deutschen Historikers Diethelm Blecking beruht, blieb Rotholc mit seiner Familie im Ghetto und wurde Mitglied des dortigen Jüdischen Ordnungsdiensts, schmuggelte und handelte auf dem Schwarzmarkt. Nach dem Aufstand im Warschauer Ghetto wurde er in ein Arbeitslager nach Essen deportiert. Seine Frau wurde ermordet, während sein Sohn in der Obhut einer katholischen Familie, eben den Mańkowskis, überlebte.

## Nach dem Krieg
Nach dem Krieg musste sich Szapsel Rotholc, so die Haaretz weiter, vor dem polnischen Zentralkomitee der Juden aufgrund seiner Tätigkeit im Ghetto wegen Kollaboration mit den Deutschen verantworten, wobei es unterschiedliche Darstellungen seines damaligen Verhaltens gab: Manche Zeugen gaben an, er habe Menschen gnadenlos geschlagen, andere wiederum berichteten, er habe jüdische Widerständler vor der Deportation bewahrt, darunter den früheren Präsidenten seines Sportvereins, Nehemia Tytelman, der Dokumente des Widerstandes und des jüdischen Leben im Ghetto für das Untergrundarchive Oneg Schabbat sammelte und schließlich 1943 doch ermordet wurde. Im November 1946 wurde Rotholc für zwei Jahre aus der jüdischen Gemeinde ausgeschlossen, und er verlor für drei Jahre seine Rechte innerhalb der Gemeinschaft. Während des Verfahrens wurde er vom polnischen Boxverband, anderen Sportlern und Funktionären unterstützt. Im Juni 1948 wurde er als Mitglied im jüdischen Sportverband restituiert und traf im selben Jahr wieder mit seinem Sohn zusammen. Vater und Sohn emigrierten nach Kanada, wo Rotholc erneut heiratete und als Pelzhändler arbeitete. Dort nannte er sich Stanley Rotholc.

## Roman
Im April 2014 erschien in Schweden das Buch Knockout, in dem der Autor Grzegorz Flakieski auf romanhafte Weise das Schicksal von Rotholc erzählt.